# うきはの森ケーブルテレビ管理運営組合
うきはの森ケーブルテレビ管理運営組合（うきはし-）は福岡県うきは市と地元市民が協働方式で運営しているケーブルテレビ管理運営組合である。

## 所在地
- 福岡県うきは市吉井町新治316番地

## 送信所
- 福岡県うきは市浮羽町朝田582番地1 うきは市役所浮羽庁舎内
- 建物には、浮羽市民課・うきは市立図書館がある。

## サービスエリア
- 福岡県うきは市(山間部・姫治地区)